# Rob Rose
Robert Paul "Rob" Rose (nacido el 27 de diciembre de 1964 en Rochester, Nueva York) es un exjugador de baloncesto estadounidense que jugó una temporada en la NBA, además de hacerlo en diversas ligas menores de su país, en la liga israelí, en la venezolana, y sobre todo en la liga australiana, donde compitió durante 14 temporadas. Con 1,96 metros de altura, jugaba en la posición de base.

## Trayectoria deportiva

### Universidad
Jugó durante cuatro temporadas con los Patriots de la Universidad George Mason, en las que promedió 13,8 puntos y 7,1 rebotes por partido. En sus dos últimas temporadas fue incluido en el mejor quinteto de la Colonial Athletic Association.

### Profesional
Tras no ser elegido en el Draft de la NBA de 1986, jugó en ligas menores de su país hasta que en 1989 fichó como agente libre por diez días por Los Angeles Clippers, con los que únicamente disputó dos partidos en los que no consiguió anotar.
Volvió posteriormente a la CBA, y en 1992 decidió marcharse a la liga australiana, donde desarrolló casi toda su carrera profesional, siendo elegido en dos ocasiones como mejor jugador de la liga e incluido en otras cinco en el mejor quinteto de la competición, además de ganar la liga en 1992 con los South East Melbourne Magic y ser elegido para disputar el All-Star Game en varias ocasiones, ganando el título de mejor jugador del mismo en 1995. Entremedias jugó una temporada con el Maccabi Ramat Gan de la liga de Israel y otra más en los Marinos de Oriente de la liga venezolana.

## Estadísticas de su carrera en la NBA

### Temporada regular
| Temporada | Edad | Equipo               | Liga | Pos. | P | TIT | MIN | TC  | TCA | %TC  | 3P  | 3PA | %3P | 2P  | 2PA | %2P  | TL  | TLA | %TL | R.OF. | R.DEF. | REB | ASIS | ROB | TAP | PER | FP  | PTS |
| 1988-89   | 24   | Los Angeles Clippers | NBA  | SG   | 2 | 0   | 1.5 | 0.0 | 0.5 | .000 | 0.0 | 0.0 |     | 0.0 | 0.5 | .000 | 0.0 | 0.0 |     | 0.5   | 0.5    | 1.0 | 0.0  | 0.0 | 0.0 | 0.0 | 0.0 | 0.0 |
| Total     |      |                      | NBA  |      | 2 | 0   | 1.5 | 0.0 | 0.5 | .000 | 0.0 | 0.0 |     | 0.0 | 0.5 | .000 | 0.0 | 0.0 |     | 0.5   | 0.5    | 1.0 | 0.0  | 0.0 | 0.0 | 0.0 | 0.0 | 0.0 |